# 帕雷斯
帕雷斯，是西班牙阿斯图里亚斯的一个市镇。总面积126平方公里，总人口5543人（2001年），人口密度44人/平方公里。

## 友好城市
- 法國 安赞扎克-洛克里斯特